# Biscutella ebusitana
Biscutella ebusitana är en korsblommig växtart som beskrevs av Rosselló, N. Torres och L. Sáez. Biscutella ebusitana ingår i släktet Biscutella och familjen korsblommiga växter. Inga underarter finns listade i Catalogue of Life.